# Richard Röstel
Richard Röstel, né en 1872, est un gymnaste allemand, qui a remporté deux médailles d'or lors des Jeux olympiques d'été de 1896 à Athènes.
Röstel participe aux concours par équipes des barres parallèles et de la barre fixe remportant deux médailles d'or. Il a moins de réussite aux épreuves individuelles (cheval d'arçon, barres parallèles, barre fixe et saut de cheval), son classement n'est pas connu. 